# Utility VoiceOver
Utility VoiceOver è un lettore di schermo sviluppato dalla Apple Inc. incluso nei sistemi operativi iOS e macOS. Il suo scopo è migliorare l'accessibilità per gli utenti non vedenti, ipovedenti e con problemi di dislessia: utilizzando VoiceOver, l'utente può utilizzare il suo dispositivo con la voce e, nel caso del Mac, anche con la tastiera. La scorciatoia da tastiera per attivare il VoiceOver è il tasto F5.

## macOS
Compare per la prima volta in Mac OS X Tiger e inizialmente era disponibile solo la voce inglese. A partire da OS X Lion include nativamente più di 30 voci internazionali, compreso l'italiano.